# Michal Rešetka
Michal Rešetka (ur. 2 września 1794 w Bobocie, zm. 9 maja 1854 w Hornej Súčy) – słowacki ksiądz rzymskokatolicki oraz pisarz religijny.

## Biografia
Michal Rešetka urodził się w Bobocie, lecz dzieciństwo spędził w Bánovcach nad Bebravou. Ukończył szkołę średnią w Trenczynie, studiował teologię w Nitrze a 9 września 1817 roku przyjął święcenia kapłańskie i zaczął służyć przez sześć lat w Rajcu. W 1823 roku przeniósł się do parafii w Dubnicy nad Váhom i służył tam 11 lat. W 1834 roku został kapłanem w Hornej Súčy, gdzie też został pochowany.
W czasie swojego życia Michal Rešetka często pomagał biednym, budując szkoły dla ludzi z ubogim statusem materialnym. Zgromadził ok. tysiąca książek, które zostały przekazane Słowackiej Bibliotece Narodowej. Niektórych jednak brakowało, ponieważ często pożyczał książki biednym ludziom. Zwalczał alkoholizm, wprowadził szczepienia przeciwko ospie prawdziwej. Jego imię noszą: Biblioteka Publiczna im. Michała Rešetki w Trenczynie oraz Szkoła Podstawowa w Hornej Súčy. Upamiętniony został popiersiem w miejscu śmierci.